# Timișu de Jos, Brașov
Timișu de Jos (în maghiară Alsótömös, în germană Untertömösch) este o localitate componentă a orașului Predeal din județul Brașov, Transilvania, România.
Aici a funcționat până în 1948 o mănăstire a Domnișoarelor Engleze (în germană Maria-Ward-Schwestern, vezi: Maria Ward sau Mary Ward). 

## Așezare
Localitatea se află situată la o distanță de 2 km. de Brașov pe DN 1 la ieșiea spre București, pe Valea Timișului, având la nord-vest Masivul Postăvarul iar la sud-est Masivul Piatra Mare. Zona este considerată ca fiind o atracție turistică pentru pitorescul ei, dar și pentru că de aici se pleacă spre mai multe destinații interesante. Cazarea este asigurată in vile, cabane și pensiuni agroturistice.

## Atracții turistice

##### Trasee montane
- Timișu de Jos-Cabana Bonloc
- Timișu de Jos-Cabana Piatra Mare
- Timișu de Jos-Cabana Postăvaru

##### Destinații turistice
- Capela romano-catolică Sf. Ioan Nepomuc (sec. 18.)
- Cascada Tamina
- Canionul Șapte Scări se află în Masivul Piatra Mare din Munții Baiului și este unul din cele mai cunoscute canioane din țară. Datorită amenajărilor făcute, scări și podețe, traseul este foarte accesibil nefiind nevoie de echipament special.

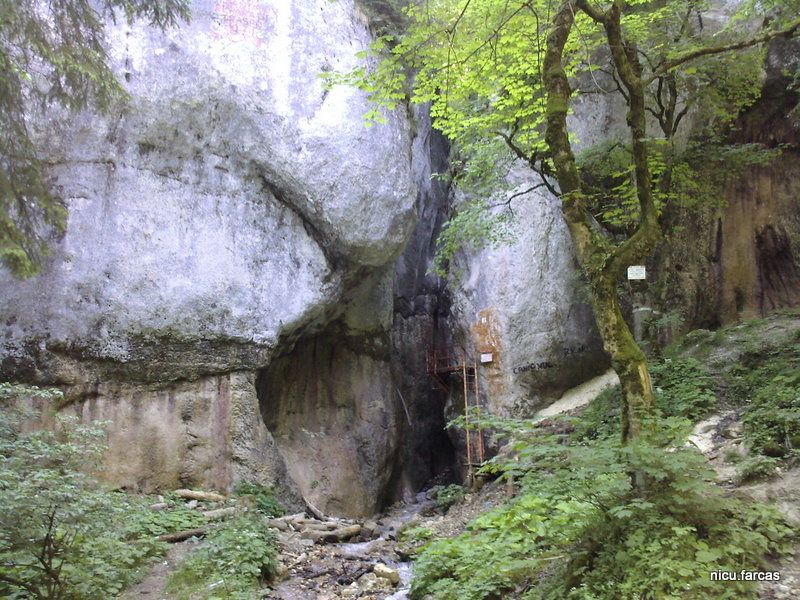
Intrarea în "Canionul Șapte Scări"

- Prăpastia Ursului